# Dactyloceras noellae
Dactyloceras noellae is een vlinder uit de familie herfstspinners (Brahmaeidae). De wetenschappelijke naam is voor het eerst geldig gepubliceerd in 2006 door Bouyer.
De soort komt voor in het Afrotropisch gebied.